# Kardymovskij rajon
Il Kardymovskij rajon (in russo Кардымовский район?) è un rajon dell'Oblast' di Smolensk, nella Russia europea; il capoluogo è Kardymovo. Istituito nel 1929, ricopre una superficie di 1.095,3 chilometri quadrati e nel 2010 ospitava una popolazione di circa 11.000 abitanti.